# شركة تكوين المتطورة للصناعات
شركة تكوين للصناعات المتطورة (تكوين) هي شركة مساهمة سعودية، وقد كانت تكوين تعرف سابقاً باسم شركة العثمان للمنتجات البلاستيكية (بلاستيكو) والتي يعود تاريخ انشائها إلى العام 1993 م وذلك على يد مؤسسها محمد عبد الله زيد العثمان.
وفي عام 2010 م قامت بلاستيكو بالاستحواذ على شركة مصنع الأنسجة المتطورة ("ساف")، المتخصصة في تصنيع الأقمشة غير المنسوجة، وكذلك الاستحواذ على شركة صناعة العبوات الفائقة المحدودة ("ألتراباك")، المتخصصة في إنتاج مصغرات القوارير البلاستيكية . كما حصلت الشركة على الموافقة من وزارة التجارة والصناعة بالتحويل إلى شركة مساهمة مقفلة وتعديل اسمها لتصبح شركة تكوين المتطورة للصناعات. وتتمثل أنشطة الشركة في تقديم منتجات التغليف البلاستيكية في أسواق الشرق الأوسط وشمال أفريقيا .